# Progress in Photovoltaics
Progress in Photovoltaics is een internationaal, aan collegiale toetsing onderworpen wetenschappelijk tijdschrift op het gebied van de natuurkunde.
Het wordt uitgegeven door John Wiley & Sons.